# Canthyloscelidae
Canthyloscelidae (лат.) — семейство насекомых из подотряда длинноусых двукрылых. Близким ему семейством являются гнильницы (Scatopsidae).

## Описание
Представители семейства — комары маленьких или средних размеров, достигающих в длину 2,5—9 мм.

## Распространение
В Canthyloscelidae 15 видов распространены в России, Новой Зеландии, Северной Америке, Южной Америке и Японии, 3 вида — в Европе, возможно они были ввезены. 

## Палеонтология
В семействе Canthyloscelidae имеется один вид, описанный по ископаемым остаткам юрского периода. Также представителей семейства находили в отложениях среднего эоцена США.

## Классификация
- Род Canthyloscelis Edwards, 1922
  - Canthyloscelis antennata Edwards, 1922
  - Canthyloscelis apicata Edwards, 1934
  - Canthyloscelis balaena Hutson, 1977
  - Canthyloscelis brevicornis Nagatomi, 1983
  - Canthyloscelis claripennis Edwards, 1922
  - Canthyloscelis nigricoxa Edwards, 1922
  - Canthyloscelis pectinata Edwards, 1930
  - Canthyloscelis pectipennis Edwards, 1930
  - Canthyloscelis valdiviana Tollet, 1959
- Род Exiliscelis Hutson, 1977
  - Exiliscelis californiensis Hutson, 1977
- Род Hyperoscelis Hardy & Nagatomi, 1960
  - Hyperoscelis eximia (Boheman, 1858) — ввезён в Европу
  - Hyperoscelis veternosa Mamaev & Krivosheina, 1969 — ввезён в Европу
- † Род Prohyperoscelis Kovalev, 1985
  - † Prohyperoscelis jurassicus Kovalev, 1985
- Род Synneuron Lundström, 1910
  - Synneuron annulipes Lundström, 1910 — ввезён в Европу
  - Synneuron decipens Hutson, 1977
  - Synneuron sylvestre Mamaev & Krivosheina, 1969